# 177

## Decese
- dată necunoscută: Glicheria  (n. ?)